# Trouble – Norwegian Live EP
Trouble – Norwegian Live EP és un EP de la banda anglesa Coldplay llançat a l'estiu de 2001. Està format per cinc cançons enregistrades en directe per la banda al Rockefeller Music Hall d'Oslo, Noruega.

## Llista de cançons
| Núm.          | Títol                                                       | Durada |
| ------------- | ----------------------------------------------------------- | ------ |
| 1.            | «Trouble» (Directe al Rockefeller Music Hall)               | 4:35   |
| 2.            | «Shiver» (Directe al Rockefeller Music Hall)                | 5:43   |
| 3.            | «Sparks» (Directe al Rockefeller Music Hall)                | 3:53   |
| 4.            | «Yellow» (Directe al Rockefeller Music Hall)                | 5:01   |
| 5.            | «Everything's Not Lost» (Directe al Rockefeller Music Hall) | 6:07   |
| Durada total: | Durada total:                                               | 25:22  |